# Station Craven Arms
Craven Arms is een spoorwegstation van National Rail in Craven Arms, South Shropshire in Engeland. Het station is eigendom van Network Rail en wordt beheerd door Transport for Wales. Het station is geopend in 1852.